# Biddulph
Biddulph es una parroquia civil y un pueblo del distrito de Staffordshire Moorlands, en el condado de Staffordshire (Inglaterra).

## Geografía
Según la Oficina Nacional de Estadística británica, Biddulph tiene una superficie de 26,87 km².

## Demografía
Según el censo de 2001, Biddulph tenía 19 512 habitantes (48,98% varones, 51,02% mujeres) y una densidad de población de 726,16 hab/km². El 19,06% eran menores de 16 años, el 73,92% tenían entre 16 y 74, y el 7,02% eran mayores de 74. La media de edad era de 40,02 años. Del total de habitantes con 16 o más años, el 23,6% estaban solteros, el 60,7% casados, y el 15,7% divorciados o viudos.
Según su grupo étnico, el 99,42% de los habitantes eran blancos, el 0,29% mestizos, el 0,11% asiáticos, el 0,05% negros, el 0,11% chinos, y el 0,02% de cualquier otro. La mayor parte (98,42%) eran originarios del Reino Unido. El resto de países europeos englobaban al 0,76% de la población, mientras que el 0,83% había nacido en cualquier otro lugar. El cristianismo era profesado por el 81,57%, el budismo por el 0,06%, el hinduismo por el 0,02%, el judaísmo por el 0,04%, el islam por el 0,06%, el sijismo por el 0,02%, y cualquier otra religión por el 0,17%. El 11,37% no eran religiosos y el 6,69% no marcaron ninguna opción en el censo.
Había 8062 hogares con residentes, 286 vacíos, y 20 eran alojamientos vacacionales o segundas residencias.